# Glampiranje
Glampíranje (angleško glamping; [glámpink], [glêmpink]) je taborjenje v razkošno urejenem, opremljenem, vnaprej pripravljenem šotoru ali premični hišici.

## Izvor besede
Beseda glamping je mešanica besed glamour oz. glamorous (razkošno, elegantno) in camping (taborjenje).

## Slovenija
Po slovenski zakonodaji mora imeti taka nastanitev urejene sanitarije, oskrbo s tekočo pitno vodo in posode za ločevanje odpadkov. Leta 2021 je Ministrstvo za gospodarski razvoj in tehnologijo razpisalo sredstva za pridobitev okoljskih in trajnostnih znakov za turistične nastanitve in gostinske ponudnike. Glamping ponudniki so si lahko pridobili znak World of Glamping Green.
Leta 2017 so se prebivalci Volčjega Gradu sporekli z Markom Bandellijem, županom Komna, glede tega, ali lesene trikotne glamping hišice Gorana Živeca sodijo v kraško okolje.

## Tujina
Ljudi pri glampingu privlači ideja o udobju, ekskluzivnosti in zasebnosti v naravi. Odbijajo jih visoka cena, omejena ponudba in slabo vreme. Po mnenju nekaterih raziskovalcev je glamping vrnitev k elegantnim koreninam kampiranja, ki je bilo najprej sprostitev premožnih. Glamping je videna kot priložnost za turistično dejavnost na zaščitenih območjih. Nekateri zraven ponudijo še odklop od elektronskih naprav.

### Združeno kraljestvo
Zaradi rastoče ponudbe glampinga v Združenem kraljestvu se je leta 2015 odvila prva razstava njegovih ponudnikov. Ljudje so žrtve goljufij, saj namesto dragega glampinga dobijo bivanje v zanemarjenem kampu.